# Пирес, Глория
Не следует путать со сценаристкой Глорией Перес.
Гло́рия Мари́я Кла́удия Пи́рес ди Мора́ес (порт.-браз. Glória Maria Cláudia Pires de Moraes), известная как Глория Пирес (порт.-браз. Glória Pires; род. 23 августа 1963, Рио-де-Жанейро) — бразильская актриса и предприниматель.

## Биография

### Карьера
Впервые Пирес появилась на экране в возрасте 5 лет в теленовелле «Маленькая сирота» в 1969 году, производства телекомпании TV Exclesior.
Первой большой ролью на телевидении стала Мариса в сериале Жилберту Браги «Dancin’ Days» (1978). Одной из самых значимых работ Пирес на телевидении стала злодейка Мария де Фатима в теленовелле Браги в соавторстве с Агиналду Силвой — «Всё дозволено».
За роль в сериале «Секрет тропиканки» Пирес была признана лучшей актрисой телевидения 1993 года «Ассоциацией критиков искусства Сан-Паулу».
Устав после проделанной работы в «Секрете тропиканки», Глория Пирес сделала 3-летний перерыв в карьере, снявшись только в мини-сериале «Мемориал Марии Моуры» в 1994 году. В этом мини-сериале она впервые снялась со своей старшей дочерью Клео.
В 1996 году Пирес снялась в роли Рафаэлы в теленовелле Бенедиту Руи Барбозы «Роковое наследство».
В 1997 году получила приглашение на главную роль в сериале «Жестокий ангел».
В 2002 году Пирес снялась в новелле «Желания женщины» в роли журналистки Жулии Морену, сестры главной героини Андреа (Режина Дуарте).
В 2005 году снялась в роли Жулии, президента фабрики по производству женского нижнего белья в теленовелле «Белиссима».
В 2007 году снималась в теленовелле «Тропический рай».
В 2008 году снялась в комедийном фильме «Если бы я был тобой 2», ставшим одним из самых кассовых кинофильмов в Бразилии за последние 15 лет.
В 2009 году Пирес снялась в главных ролях ещё в двух кинофильмах: «Курить запрещено» Анны Муйлаерт и «Лула, сын Бразилии» Фабио Баррету. За роль Баби в первом фильме Пирес получила две престижные национальные премии Бразилии как лучшая актриса. В экранизации биографии президента Бразилии — Лулы, она исполнила роль его матери — доны Линду. Фильм вызвал полемику в Бразилии в связи с тем, что некоторые посчитали его средством агитации в предвыборной борьбе.
В 2011 году Пирес вернулась на телевидение, исполнив роль Нормы в теленовелле Жилберту Браги «Безрассудное сердце». В 2012 году на канале «Глобу» сыграла в теленовелле Сильвио Абреу «Война полов» («Guerra dos Sexos») роль Роберты.
Снималась на канале «Глобу» в новелле Жилберту Браги, Жоао Химинес Браги и Рикардо Линьяреса «Вавилон» в роли Беатрис.

### Личная жизнь
От первого брака с Фабио Жуниуром у Пирес есть дочь Клео, которая также является актрисой.
С 1987 года Глория Пирес замужем за музыкантом Орландо Морайсом, в 1992 году у них родилась дочь Антония.
Через некоторое время журналисты стали распускать слухи, будто Орландо Морайс, муж актрисы, был уличён в домогательстве к падчерице Клео. Устав от слухов, семья переехала на некоторое время в США. В 1999 году руководство «Глобу» требовало срочного возвращения Пирес в Бразилию для съёмок в сериале «Нежный яд». Сама Пирес не хотела тогда отрываться от семьи и сниматься в этом проекте, был против и сам автор сериала, видевший в главной роли другую актрису, но руководство было непреклонно, и Пирес вынуждена была согласиться, иначе бы ей грозил крупный штраф.
В 2000 году у Пирес и Морайса родилась дочь Ана.
В 2004 году родила сына Бенту.

## Работы

### Теленовеллы
- 2017 — Обратная сторона рая[порт.] — O Outro Lado do Paraíso — Элизабет (Бет) / Мария-Эдуарда (Дуда)
- 2015 — Вавилон — Babilônia — Беатрис Маркондас Амарал Ранжел
- 2012 — Война полов — Guerra dos Sexos — Роберта Леони
- 2011 — Бразильянки — As Brasileiras — Ângela Cristina
- 2011 — Безрассудное сердце — Insensato Coração — Норма Пиментел
- 2007 — Тропический рай — Paraíso Tropical — Лусия Вилела
- 2005 — Белиссима — Belíssima — Жулия Фалкао Ассумпсон
- 2002 — Желания женщины — Desejos de Mulher — Жулия Морену
- 1999 — Нежный яд — Suave Veneno — Инес/Лавиния Аленкар
- 1997 — Жестокий ангел — Anjo Mau (1997) — Нисси Норонья
- 1996 — Роковое наследство — O Rei do Gado — Рафаэла (Мариета) Бердинацци
- 1993 — Секрет тропиканки — Mulheres de Areia — Рут/Ракел Араужу
- 1991 — Властелин мира — O Dono do Mundo — Стела Масиел Баррету
- 1990 — Чёрный капитан — Mico Preto — Сарита
- 1988 — Всё дозволено поехавшим — Vale Tudo — Мария де Фатима
- 1987 — Право на любовь — Direito de Amar — Розалия Медейрус
- 1984 — Partido Alto — Селина
- 1983 — Безумная любовь и 777 — Louco Amor — Клаудия
- 1980 — Три Марии — As Três Marias — Мария Жозе
- 1980 — Живая капелька — Água-Viva — Сандра
- 1979 — Кабанокла — Cabocla(1979) — Зулмира (Зука) ди Оливейра
- 1978 — Dancin' Days — Мариса Маттос
- 1976 — Две жизни — Duas Vidas — Летисия
- 1973 — Полубог — O Semideus — Иони
- 1972 — Каменные джунгли — Selva de Pedra (1972) — Фатинья
- 1968 — Маленькая сирота — A Pequena Órfã — Глоринья

### Мини-сериалы
- 1994 — Мемориал Марии Моуры — Memorial de Maria Moura — Мария Моуры
- 1985 — Время и ветер — O Tempo e o Vento — Анна Терра

### Роли в кино
- 2013 — Редкие цветы — Лота де Маседу Соареш
- 2009 — Пахом, сын Бердянска — дона Линду
- 2009 — Курить не хочу, хочу чтоб ты замолчал — Баби
- 2008 — Se Eu Fosse Você 2 — Helena / Cláudio
- 2007 — O Primo Basílio — Juliana
- 2006 — Se Eu Fosse Você — Helena / Cláudio
- 2001 — Наследство — Сельма
- 1997 — Pequeno Dicionário Amoroso
- 1996 — O Guarani
- 1995 — Четвёрка офицеров — Пиерина
- 1988 — Jorge, um Brasileiro — Sandra
- 1987 — Besame Mucho
- 1984 — Memórias do Cárcere — dona Helena
- 1982 — Índia, a Filha do Sol — Índia